# Gerald Moore (acadèmic)
|  | Aquest article tracta sobre acadèmic anglès. Si cerqueu pianista anglès, vegeu «Gerald Moore». |

Gerald Moore   (Chiswick, 1924 - Sussex, 2022) fou un acadèmic independent que vivia a Worthing, Anglaterra. Es va formar a l'Emmanuel College de Cambridge. Ha impartit classes a moltes universitats, incloses Sussex, Hong Kong, Makerere, Ife, Port Harcourt, Jos i la Universitat de Wisconsin-Madison. El seu darrer lloc de professor va ser a Trieste. És principalment un acadèmic de la poesia anglòfona i francòfona africana contemporània. Junt amb Ulli Beier, va editar la influent Modern Poetry from Africa (1963), una antologia completa, reeditada el 1984 amb el títol The Penguin Book of Modern African Poetry.

## Principals obres
- Seven African Writers. Londres: Oxford University Press, 1962.
- Modern Poetry from Africa (ed. amb Ulli Beier). Harmondsworth: Penguin, 1963 (Penguin African Books). Revisat com The Penguin Book of Modern African Poetry, 4a edició, 1999.
- African Literature and the Universities. Ibadan: Ibadan University Press (per al Congrés per la llibertat cultural, 1965).
- The Chosen Tongue: English Writing in the Tropical World. Harlow: Longmans, 1969.
- Wole Soyinka. Londres: Evans Brothers, 1971.
- Twelve African Writers. Londres: Hutchinson, 1980 (University Library for Africa).

Com a traductor:
- Tchicaya U Tam'si. Selected Poems (en anglès).  Londres: Heinemann, 1970.
- Beti, Mongo. Remember Ruben (en anglès).  Londres: Heinemann, 1980.
- Lopes, Henri. The Laughing Cry (en anglès).  Londres: Readers International, 1987.
- Beti, Mongo. The Poor Christ of Bomba (en anglès).  Long Grove, Illinois: Waveland, 2005.